# Plaza del Manège

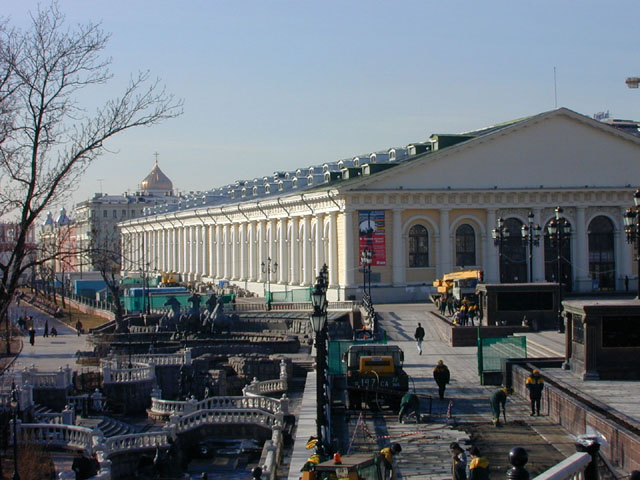
La reconstrucción de una parte del lugar en el 2000.

La Plaza del Manège (Manezh) o Manézhnaya (en ruso: Манежная площадь) (Plaza del Cincuentenario de la Revolución de Octubre entre 1965 y 1990) es un lugar del centro histórico de Moscú, cerca de la Plaza Roja y el Jardín de Alexánder,  adyacente a las paredes del Kremlin, y debe su nombre al Manège de Moscú. Fue creada durante la reconstrucción después del gran incendio de 1812, en el lugar de la vieja Moisséyevskaya y partes inferiores de las calles que conducen al Kremlin, como la calle Bolshaya Nikítskaya, calle Mojováya o calle Tverskaya, etc., y completamente reconstruida en la década de 1930.

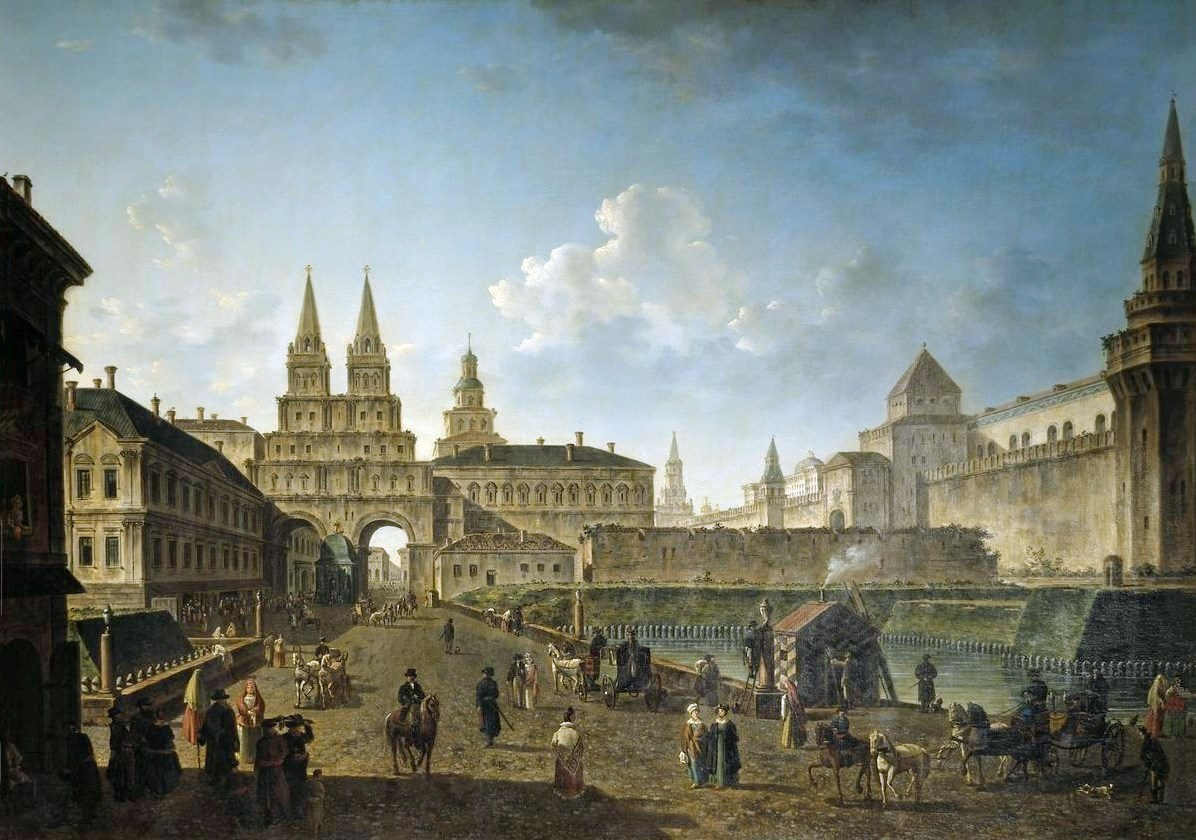
La Plaza del Manège, en el.

La plaza forma una parte vital del centro de Moscú, conectando la Plaza Roja (que se extiende detrás de la Puerta Ibérica inmediatamente al sur) con la arteria principal de tráfico, la calle Tverskaya, que comienza aquí y corre hacia el noroeste en dirección a San Petersburgo. Cuenta con tres estaciones de metro de Moscú: Okhotny Ryad, Plóshchad Revolutsii y Teatralnaya. Entre 1967 y 1990 la plaza recibió el nombre "Plaza del Cincuentenario de la Revolución de Octubre" para conmemorar el 50 aniversario de la revolución, sin embargo tras la caída de la Unión Soviética, la plaza recuperaría su histórico nombre.

## Historia
El Manezhka (como se le conoce familiarmente) tuvo sus orígenes en la plaza Moiseyevskaya, que se formó en 1798 como consecuencia de la demolición del monasterio medieval Moiseyevsky que se encontraba a orillas del fangoso río Neglinnaya desde la época de Iván el Terrible. Aunque el río fue posteriormente excavado, el vecindario permaneció abarrotado de pubs y tabernas, lo que le dio a la zona su infame apodo de «la panza de Moscú».
En 1932 se tomó la decisión de derribar estas «horribles reliquias del estilo de vida burgués» para dejar lugar a las reuniones y manifestaciones comunistas. Como resultado, el Gran Hotel del siglo XIX y varias mansiones neoclásicas del arquitecto Osip Bové fueron desmanteladas, tras lo cual la Plaza Moiseyevskaya se amplió a su tamaño actual y se renombró Manezhnaya en honor al Manege de Moscú sobre el que ahora colindaba.
A pesar de su nuevo nombre, el lado este de la plaza pasó a estar dominado por otro edificio, el Hotel Moskva de nueva construcción, un híbrido de varios estilos, el más notable por sus enormes proporciones y su apariencia tensa. En 1967, la plaza pasó a llamarse Plaza del Cincuentenario de la Revolución de Octubre nombre que mantendría de 1967 a 1990. Además, para conmemorar ese hecho, las autoridades comunistas colocaron la primera piedra de un grandioso monumento escultórico, que no logró materializarse.

En agosto de 1991, la plaza se convirtió en un lugar para grandes manifestaciones que celebraban la caída del comunismo después del fallido intento de golpe de Estado de 1991. Más recientemente, fue noticia en relación con los disturbios que siguieron a la derrota de la selección rusa de fútbol en la Copa Mundial de la FIFA 2002. El lugar volvió a ser escenario de disturbios en diciembre de 2010, cuando miles de jóvenes que representaban a los aficionados al fútbol y/o aquellos que apoyan las consignas nacionalistas realizaron una manifestación en Manezhnaya que se tornó violenta. Hizo que el nombre de la plaza fuera común en los medios de comunicación cuando se trata del crecimiento de los sentimientos nacionalistas en la Rusia moderna.

## Reconstrucción
Durante la década de 1990, el alcalde de Moscú, Yuri Luzhkov, cerró la plaza al tráfico y la renovó sustancialmente. La pieza central de la plaza renovada es un centro comercial subterráneo de cuatro pisos y un estacionamiento, coronado por una cúpula de vidrio giratoria, que forma un reloj mundial del hemisferio norte con las principales ciudades marcadas y un esquema de luces debajo de cada panel para mostrar la progresión de la hora.
Otra innovación es el antiguo lecho del río Neglinnaya, que se ha convertido en una atracción popular tanto para los moscovitas como para los turistas, especialmente en los sofocantes días de verano. El curso del río (que ahora realmente fluye bajo tierra) es imitado por un riachuelo salpicado de fuentes y estatuas de personajes de cuentos de hadas rusos, esculpidos por Zurab Tsereteli. En 1995, se inauguró la estatua ecuestre del mariscal Zhukov de Vyacheslav Klykov frente al Museo Estatal de Historia para conmemorar el 50.º aniversario del Desfile de la Victoria de Moscú de 1945.

## Galería de imágenes

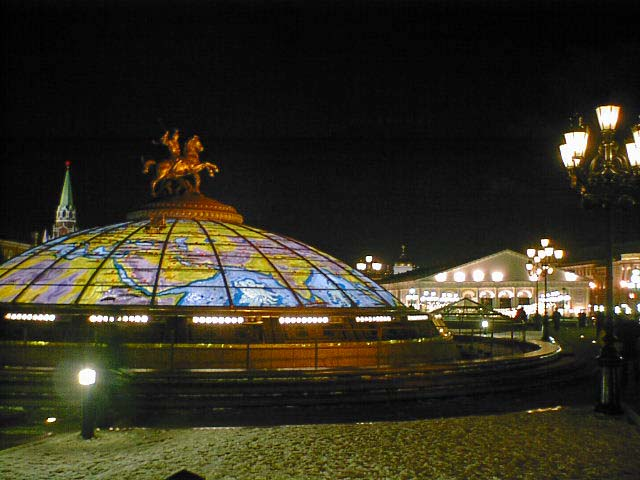
Cúpula de cristal coronada por una estatua de San Jorge, santo patrón de Moscú, con el Manège al fondo (lado oeste)
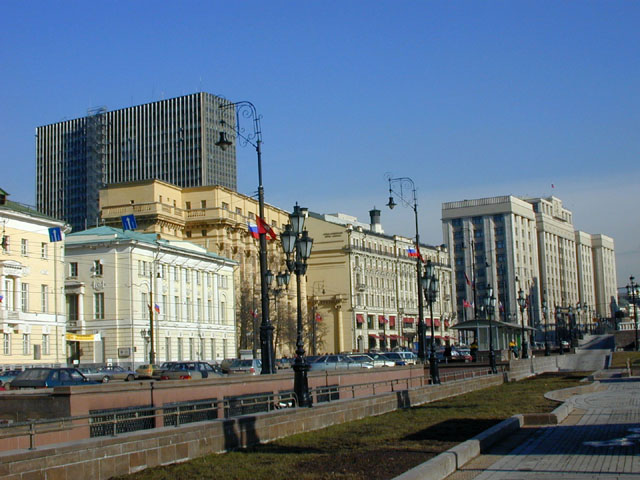
Vista a la Duma Estatal (lado norte)
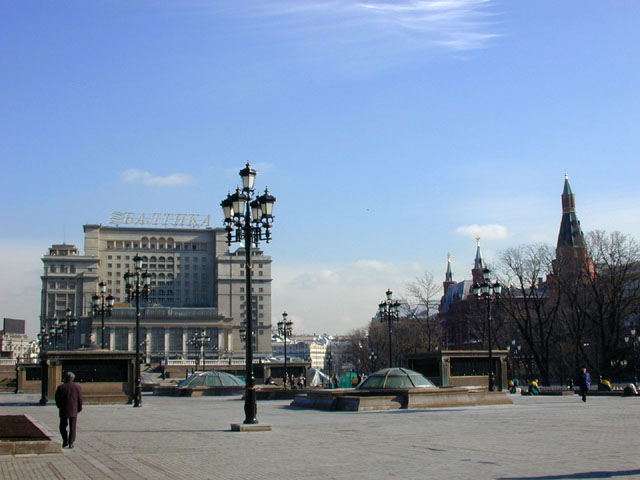
Vista al Hotel Moskva (lado este)
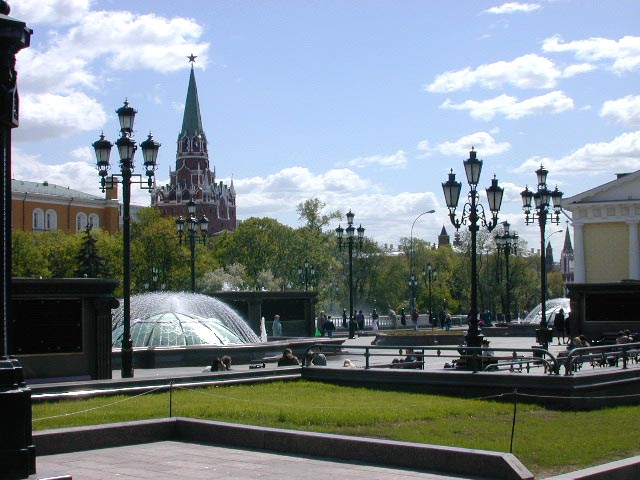
Vista al Jardín de Alexánder (lado sur)